# 乙女繚乱☆ばとるPARTY
『乙女繚乱☆ばとるPARTY』（おとめりょうらんバトルパーティー）は、 桃園ノ三姉妹のシングル。2009年11月18日にポニーキャニオンから発売された。

## 概要
オープニングテーマ「闘艶結義〜トウエンノチカイ〜」と同時リリース。表題曲『乙女繚乱☆ばとるPARTY』は、テレビアニメ『真・恋姫†無双』エンディングテーマとして使用されており、同アニメで劉備、関羽、張飛役をそれぞれ演じている後藤麻衣、黒河奈美、西沢広香が桃園ノ三姉妹として歌っている。ジャケットには劉備、関羽、張飛のイラストがプリントされている。

## 収録曲
1. 乙女繚乱☆ばとるPARTY [3:43]
作詞：人萌乎、作曲：吉野貴雄、編曲：Funta7
2. ぜったい×4 [4:19]
作詞：Funta3、作曲・編曲：Funta7
3. 乙女繚乱☆ばとるPARTY（off vocal ver.）
4. ぜったい×4 （off vocal ver.）